# Victoria River (Kanada)
Der Victoria River ist ein Zufluss des Beothuk Lake (ehemals bekannt als „Red Indian Lake“) im zentralen Südwesten der Insel Neufundland in der kanadischen Provinz Neufundland und Labrador.

## Flusslauf
Der heutige Victoria River fließt unterhalb des Nordost-Dammes des Victoria Lake 60 km in nordöstlicher Richtung, bevor er in das Südostufer des Beothuk Lake mündet. Im Rahmen eines größeren Wasserkraftprojektes wurde der Oberlauf des Flusses abgetrennt. Das Wasser des Victoria Lake wird heute über eine Strecke von 150 km dem Wasserkraftwerk Bay d’Espoir zugeleitet. Die Länge des ursprünglichen Flusslaufs betrug 140 km.